# Grand Prix Monako 2022
Grand Prix Monako 2022, oficjalnie Formula 1 Grand Prix de Monaco 2022 – siódma runda Mistrzostw Świata Formuły 1 w sezonie 2022. Grand Prix odbyło się w dniach 27–29 maja 2022 na torze Circuit de Monaco w Monte Carlo. Wyścig wygrał Sergio Pérez (Red Bull), a na podium kolejno stanęli Carlos Sainz Jr. (Ferrari) oraz Max Verstappen (Red Bull). Po starcie z pole position Charles Leclerc (Ferrari) ukończył wyścig tuż za podium bo na czwartym miejscu. 
Wyścig miał się rozpocząć o godzinie 15:00 i miał mieć 78 okrążeń, ale został przełożony na 15:09 z powodu ulewnego deszczu. Podczas dwóch okrążeń formujących które rozpoczęły się o godzinie 15:16 i odbywających się za samochodem bezpieczeństwa, podjęto decyzję o zawieszeniu procedury startowej ze względu na intensywność deszczu. Wyścig został ponownie wznowiony o 16:05 za samochodem bezpieczeństwa. Został ponownie przerwany czerwoną flagą na 24 okrążeniu po wypadku z udziałem Micka Schumachera, który uszkodził barierę toru. Wyścig wznowiono o 17:15 za samochodem bezpieczeństwa. Ze względu na liczne opóźnienia, przekroczono dwugodzinny limit czasu na wyścig, a przejechano tylko 64 okrążenia.

## Lista startowa
| Nr          | Kierowca         | Zespół                                         | Samochód                          | Silnik                      | Opony |
| ----------- | ---------------- | ---------------------------------------------- | --------------------------------- | --------------------------- | ----- |
| 1           | Max Verstappen   | Oracle Red Bull Racing                         | Red Bull RB18                     | Red Bull RBPTH001 1,6 V6T   | P     |
| 3           | Daniel Ricciardo | McLaren F1 Team                                | McLaren MCL36                     | Mercedes-AMG F1 M13 1,6 V6T | P     |
| 4           | Lando Norris     | McLaren F1 Team                                | McLaren MCL36                     | Mercedes-AMG F1 M13 1,6 V6T | P     |
| 5           | Sebastian Vettel | Aston Martin Aramco Cognizant Formula One Team | Aston Martin AMR22                | Mercedes-AMG F1 M13 1,6 V6T | P     |
| 6           | Nicholas Latifi  | Williams Racing                                | Williams FW44                     | Mercedes-AMG F1 M13 1,6 V6T | P     |
| 10          | Pierre Gasly     | Scuderia AlphaTauri                            | AlphaTauri AT03                   | Red Bull RBPTH001 1,6 V6T   | P     |
| 11          | Sergio Pérez     | Oracle Red Bull Racing                         | Red Bull RB18                     | Red Bull RBPTH001 1,6 V6T   | P     |
| 14          | Fernando Alonso  | BWT Alpine F1 Team                             | Alpine A522                       | Renault E-Tech RE22 1,6 V6T | P     |
| 16          | Charles Leclerc  | Scuderia Ferrari                               | Ferrari F1-75                     | Ferrari 066/7 1,6 V6T       | P     |
| 18          | Lance Stroll     | Aston Martin Aramco Cognizant Formula One Team | Aston Martin AMR22                | Mercedes-AMG F1 M13 1,6 V6T | P     |
| 20          | Kevin Magnussen  | Haas F1 Team                                   | Haas VF-22                        | Ferrari 066/7 1,6 V6T       | P     |
| 22          | Yūki Tsunoda     | Scuderia AlphaTauri                            | AlphaTauri AT03                   | Red Bull RBPTH001 1,6 V6T   | P     |
| 23          | Alexander Albon  | Williams Racing                                | Williams FW44                     | Mercedes-AMG F1 M13 1,6 V6T | P     |
| 24          | Zhou Guanyu      | Alfa Romeo F1 Team ORLEN                       | Alfa Romeo C42                    | Ferrari 066/7 1,6 V6T       | P     |
| 31          | Esteban Ocon     | BWT Alpine F1 Team                             | Alpine A522                       | Renault E-Tech RE22 1,6 V6T | P     |
| 44          | Lewis Hamilton   | Mercedes-AMG Petronas Formula One Team         | Mercedes-AMG F1 W13 E Performance | Mercedes-AMG F1 M13 1,6 V6T | P     |
| 47          | Mick Schumacher  | Haas F1 Team                                   | Haas VF-22                        | Ferrari 066/7 1,6 V6T       | P     |
| 55          | Carlos Sainz Jr. | Scuderia Ferrari                               | Ferrari F1-75                     | Ferrari 066/7 1,6 V6T       | P     |
| 63          | George Russell   | Mercedes-AMG Petronas Formula One Team         | Mercedes-AMG F1 W13 E Performance | Mercedes-AMG F1 M13 1,6 V6T | P     |
| 77          | Valtteri Bottas  | Alfa Romeo F1 Team ORLEN                       | Alfa Romeo C42                    | Ferrari 066/7 1,6 V6T       | P     |
| Źródło: FIA |                  |                                                |                                   |                             |       |

## Wyniki

### Zwycięzcy sesji treningowych
| Sesja       | Nr | Kierowca        | Konstruktor | Czas     | Okr. |
| ----------- | -- | --------------- | ----------- | -------- | ---- |
| 1           | 16 | Charles Leclerc | Ferrari     | 1:14,531 | 29   |
| 2           | 16 | Charles Leclerc | Ferrari     | 1:12,656 | 30   |
| 3           | 11 | Sergio Pérez    | Red Bull    | 1:12,476 | 26   |
| Źródło: FIA |    |                 |             |          |      |

### Kwalifikacje
| P                    | Nr | Kierowca         | Konstruktor                  | Czasy w kwalifikacjach | Czasy w kwalifikacjach | Czasy w kwalifikacjach | Poz. s. |
| P                    | Nr | Kierowca         | Konstruktor                  | Q1                     | Q2                     | Q3                     | Poz. s. |
| -------------------- | -- | ---------------- | ---------------------------- | ---------------------- | ---------------------- | ---------------------- | ------- |
| 1                    | 16 | Charles Leclerc  | Ferrari                      | 1:12,569               | 1:11,864               | 1:11,376               | 1       |
| 2                    | 55 | Carlos Sainz Jr. | Ferrari                      | 1:12,616               | 1:12,074               | 1:11,601               | 2       |
| 3                    | 11 | Sergio Pérez     | Red Bull Racing-RBPT         | 1:13,004               | 1:11,954               | 1:11,629               | 3       |
| 4                    | 1  | Max Verstappen   | Red Bull Racing-RBPT         | 1:12,993               | 1:12,117               | 1:11,666               | 4       |
| 5                    | 4  | Lando Norris     | McLaren-Mercedes             | 1:12,927               | 1:12,266               | 1:11,849               | 5       |
| 6                    | 63 | George Russell   | Mercedes                     | 1:12,787               | 1:12,617               | 1:12,112               | 6       |
| 7                    | 14 | Fernando Alonso  | Alpine-Renault               | 1:13,394               | 1:12,688               | 1:12,247               | 7       |
| 8                    | 44 | Lewis Hamilton   | Mercedes                     | 1:13,444               | 1:12,595               | 1:12,560               | 8       |
| 9                    | 5  | Sebastian Vettel | Aston Martin Aramco-Mercedes | 1:13,313               | 1:12,613               | 1:12,732               | 9       |
| 10                   | 31 | Esteban Ocon     | Alpine-Renault               | 1:12,848               | 1:12,528               | 1:13,047               | 10      |
| 11                   | 22 | Yūki Tsunoda     | AlphaTauri-RBPT              | 1:13,110               | 1:12,797               |                        | 11      |
| 12                   | 77 | Valtteri Bottas  | Alfa Romeo-Ferrari           | 1:13,541               | 1:12,909               |                        | 12      |
| 13                   | 20 | Kevin Magnussen  | Haas-Ferrari                 | 1:13,069               | 1:12,921               |                        | 13      |
| 14                   | 3  | Daniel Ricciardo | McLaren-Mercedes             | 1:13,338               | 1:12,964               |                        | 14      |
| 15                   | 47 | Mick Schumacher  | Haas-Ferrari                 | 1:13,469               | 1:13,081               |                        | 15      |
| 16                   | 23 | Alexander Albon  | Williams-Mercedes            | 1:13,611               |                        |                        | 16      |
| 17                   | 10 | Pierre Gasly     | AlphaTauri-RBPT              | 1:13,660               |                        |                        | 17      |
| 18                   | 18 | Lance Stroll     | Aston Martin Aramco-Mercedes | 1:13,678               |                        |                        | 18      |
| 19                   | 6  | Nicholas Latifi  | Williams-Mercedes            | 1:14,403               |                        |                        | 19      |
| 20                   | 24 | Zhou Guanyu      | Alfa Romeo-Ferrari           | 1:15,606               |                        |                        | 20      |
| 107% czasu: 1:17,648 |    |                  |                              |                        |                        |                        |         |
| Źródło: FIA          |    |                  |                              |                        |                        |                        |         |

### Wyścig
| P           | Nr | Kierowca         | Konstruktor                  | Okr. | Czas             | Start | +/–       | Punkty |
| ----------- | -- | ---------------- | ---------------------------- | ---- | ---------------- | ----- | --------- | ------ |
| 1           | 11 | Sergio Pérez     | Red Bull Racing-RBPT         | 64   | 1:56:30,265      | 3     | 2         | 25     |
| 2           | 55 | Carlos Sainz Jr. | Ferrari                      | 64   | +1,154           | 2     | Bez zmian | 18     |
| 3           | 1  | Max Verstappen   | Red Bull Racing-RBPT         | 64   | +1,491           | 4     | 1         | 15     |
| 4           | 16 | Charles Leclerc  | Ferrari                      | 64   | +2,922           | 1     | 3         | 12     |
| 5           | 63 | George Russell   | Mercedes                     | 64   | +11,968          | 6     | 1         | 10     |
| 6           | 4  | Lando Norris     | McLaren-Mercedes             | 64   | +12,231          | 5     | 1         | 8+1    |
| 7           | 14 | Fernando Alonso  | Alpine-Renault               | 64   | +46,358          | 7     | Bez zmian | 6      |
| 8           | 44 | Lewis Hamilton   | Mercedes                     | 64   | +50,388          | 8     | Bez zmian | 4      |
| 9           | 77 | Valtteri Bottas  | Alfa Romeo-Ferrari           | 64   | +52,525          | 12    | 3         | 2      |
| 10          | 5  | Sebastian Vettel | Aston Martin Aramco-Mercedes | 64   | +53,536          | 9     | 1         | 1      |
| 11          | 10 | Pierre Gasly     | AlphaTauri-RBPT              | 64   | +54,289          | 17    | 6         |        |
| 12          | 31 | Esteban Ocon     | Alpine-Renault               | 64   | +55,644          | 10    | 2         |        |
| 13          | 3  | Daniel Ricciardo | McLaren-Mercedes             | 64   | +57,635          | 14    | 1         |        |
| 14          | 18 | Lance Stroll     | Aston Martin Aramco-Mercedes | 64   | +1:00,802        | 18    | 4         |        |
| 15          | 6  | Nicholas Latifi  | Williams-Mercedes            | 63   | +1 okrążenie     | 19    | 4         |        |
| 16          | 24 | Zhou Guanyu      | Alfa Romeo-Ferrari           | 63   | +1 okrążenie     | 20    | 4         |        |
| 17          | 22 | Yūki Tsunoda     | AlphaTauri-RBPT              | 63   | +1 okrążenie     | 11    | 6         |        |
| NS          | 23 | Alexander Albon  | Williams-Mercedes            | 48   | NU (mechanika)   | 16    |           |        |
| NS          | 47 | Mick Schumacher  | Haas-Ferrari                 | 24   | NU (wypadek)     | 15    |           |        |
| NS          | 20 | Kevin Magnussen  | Haas-Ferrari                 | 19   | NU (wyciek wody) | 13    |           |        |
| Źródło: FIA |    |                  |                              |      |                  |       |           |        |

Uwagi
1. ↑  Dodatkowy 1 punkt jest przyznawany kierowcy, który ustanowił najszybsze okrążenie w wyścigu, pod warunkiem, że ukończył wyścig w pierwszej 10.
2. ↑  Esteban Ocon ukończył wyścig na dziewiątym miejscu, ale otrzymał karę 5 sekund doliczonych do uzyskanego czasu za spowodowanie kolizji z Lewisem Hamiltonem[8].
3. ↑  Alexander Albon otrzymał karę 5 sekund doliczonych do uzyskanego czasu za opuszczenie toru i zyskanie przewagi. Kara nie została zastosowana ze względu na wycofanie się zawodnika z wyścigu[9].

### Najszybsze okrążenie
| Nr          | Kierowca     | Konstruktor | Czas     | Okr. |
| ----------- | ------------ | ----------- | -------- | ---- |
| 4           | Lando Norris | McLaren     | 1:14,693 | 55   |
| Źródło: FIA |              |             |          |      |

### Prowadzenie w wyścigu
| Nr                              | Kierowca         | Konstruktor | Okrążenia | Suma |
| ------------------------------- | ---------------- | ----------- | --------- | ---- |
| 16                              | Charles Leclerc  | Ferrari     | 1–17      | 17   |
| 55                              | Carlos Sainz Jr. | Ferrari     | 18–20     | 3    |
| 11                              | Sergio Pérez     | Red Bull    | 21–64     | 44   |
| \| Wykres \| \| ------ \| \| \| |                  |             |           |      |
| Źródło: FIA                     |                  |             |           |      |
| Wykres                          |                  |             |           |      |
|                                 |                  |             |           |      |

## Klasyfikacja po wyścigu

### Kierowcy
Źródło: FIA
| P  | +/− | Kierowca         | Starty | Punkty | P1 | P2 | P3 | PP | NO | NS |
| -- | --- | ---------------- | ------ | ------ | -- | -- | -- | -- | -- | -- |
| 1  | 0   | Max Verstappen   | 7      | 125    | 4  | –  | 1  | 1  | 2  | 1  |
| 2  | 0   | Charles Leclerc  | 7      | 116    | 2  | 2  | –  | 5  | 3  | 1  |
| 3  | 0   | Sergio Pérez     | 7      | 110    | 1  | 3  | –  | 1  | 1  | –  |
| 4  | 0   | George Russell   | 7      | 84     | –  | –  | 2  | –  | –  | –  |
| 5  | 0   | Carlos Sainz Jr. | 7      | 83     | –  | 2  | 2  | –  | –  | 2  |
| 6  | 0   | Lewis Hamilton   | 7      | 50     | –  | –  | 1  | –  | –  | –  |
| 7  | 0   | Lando Norris     | 7      | 48     | –  | –  | 1  | –  | 1  | 1  |
| 8  | 0   | Valtteri Bottas  | 7      | 40     | –  | –  | –  | –  | –  | 1  |
| 9  | 0   | Esteban Ocon     | 7      | 30     | –  | –  | –  | –  | –  | –  |
| 10 | 0   | Kevin Magnussen  | 7      | 15     | –  | –  | –  | –  | –  | 1  |
| 11 | 0   | Daniel Ricciardo | 7      | 11     | –  | –  | –  | –  | –  | 1  |
| 12 | 0   | Yūki Tsunoda     | 7      | 11     | –  | –  | –  | –  | –  | 1  |
| 13 | +2  | Fernando Alonso  | 7      | 10     | –  | –  | –  | –  | –  | 2  |
| 14 | −1  | Pierre Gasly     | 7      | 6      | –  | –  | –  | –  | –  | 2  |
| 15 | −1  | Sebastian Vettel | 5      | 5      | –  | –  | –  | –  | –  | 1  |
| 16 | 0   | Alexander Albon  | 7      | 3      | –  | –  | –  | –  | –  | 1  |
| 17 | 0   | Lance Stroll     | 7      | 2      | –  | –  | –  | –  | –  | –  |
| 18 | 0   | Zhou Guanyu      | 7      | 1      | –  | –  | –  | –  | –  | 2  |
| 19 | 0   | Mick Schumacher  | 7      | 0      | –  | –  | –  | –  | –  | 2  |
| 20 | 0   | Nico Hülkenberg  | 2      | 0      | –  | –  | –  | –  | –  | –  |
| 21 | 0   | Nicholas Latifi  | 7      | 0      | –  | –  | –  | –  | –  | 1  |
| P  | +/− | Kierowca         | Starty | Punkty | P1 | P2 | P3 | PP | NO | NS |

### Konstruktorzy
Źródło: FIA
| P  | +/− | Konstruktor                  | Starty | Punkty | P1 | P2 | P3 | PP | NO | NS |
| -- | --- | ---------------------------- | ------ | ------ | -- | -- | -- | -- | -- | -- |
| 1  | 0   | Red Bull Racing-RBPT         | 14     | 235    | 5  | 3  | 1  | 2  | 3  | 1  |
| 2  | 0   | Ferrari                      | 14     | 199    | 2  | 4  | 2  | 5  | 3  | 3  |
| 3  | 0   | Mercedes                     | 14     | 134    | –  | –  | 3  | –  | –  | –  |
| 4  | 0   | McLaren-Mercedes             | 14     | 59     | –  | –  | 1  | –  | 1  | 2  |
| 5  | 0   | Alfa Romeo Racing-Ferrari    | 14     | 41     | –  | –  | –  | –  | –  | 3  |
| 6  | 0   | Alpine-Renault               | 14     | 40     | –  | –  | –  | –  | –  | 2  |
| 7  | 0   | Scuderia AlphaTauri-RBPT     | 14     | 17     | –  | –  | –  | –  | –  | 3  |
| 8  | 0   | Haas-Ferrari                 | 14     | 15     | –  | –  | –  | –  | –  | 3  |
| 9  | 0   | Aston Martin Aramco-Mercedes | 14     | 7      | –  | –  | –  | –  | –  | 1  |
| 10 | 0   | Williams-Mercedes            | 14     | 3      | –  | –  | –  | –  | –  | 2  |
| P  | +/− | Konstruktor                  | Starty | Punkty | P1 | P2 | P3 | PP | NO | NS |